# 上村吉太朗
初代 上村 吉太朗（かみむら きちたろう、2001年〈平成13年〉2月26日 - ）は歌舞伎役者。屋号は美吉屋。定紋は折敷型世の字。

## 略歴
大阪府出身。祖父が上村吉弥の同級生だったことがきっかけとなり、歌舞伎の世界に入る。
6歳で初舞台、上村吉太朗を名乗る。（平成19年5月大阪 ワッハホール「第三回 みよし会」『傾城阿波の鳴門　国訛嫩笈摺』「どんどろ大師の場」巡礼お鶴）
2009年より片岡我當の部屋子となる。12月南座『時平の七笑』稚児松乃丸で部屋子披露｡

## 受賞
- 十三夜会賞奨励賞：2011年５月、2013年4月[1]
- 国立劇場奨励賞：2019年6月[1]
- 咲くやこの花賞 演劇・舞踊部門：2022年[3]

## 出演作品（抜粋）
- 『新作歌舞伎　刀剣乱舞-月刀剣縁桐-』膝丸

- 『新作歌舞伎 ファイナルファンタジーX』リュック

- 『義経千本桜　すし屋』若葉の内侍

- 『義経千本桜　吉野山』佐藤忠信　実は源九郎狐

- 『静と知盛』

- 『玉手御前』浅香姫

- 『東海道四谷怪談』お梅

- 『元禄花見踊』元禄の女

- 『GOEMON』石田三成

- 『傾城反魂香』土佐修理之介

- 『加賀見山』志賀市

- 『蘭平』繁蔵

- 『GOEMON』友市

- 『伏見の富くじ』禿

- 『雁のたより』下剃の安

- 『三人連獅子』子獅子